# Giải FFCC cho nữ diễn viên chính xuất sắc nhất

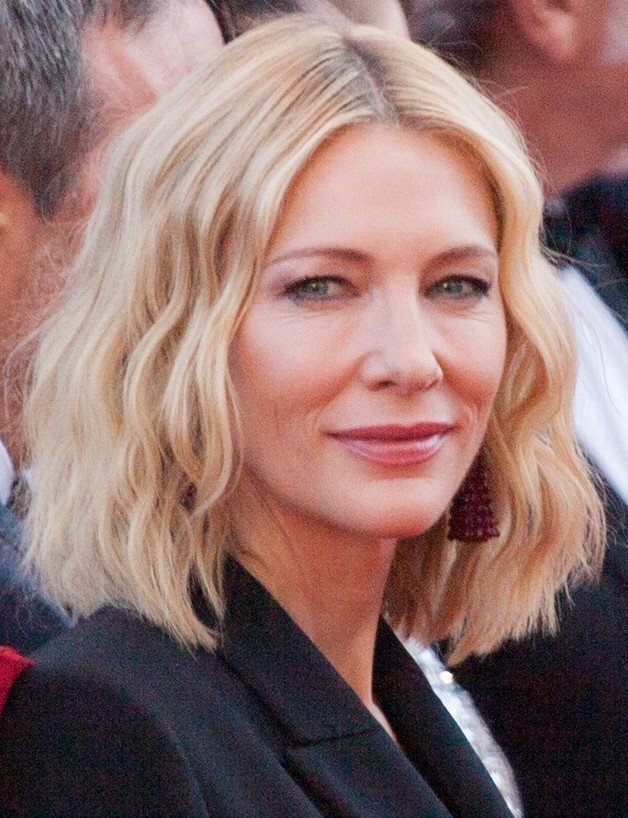
Cate Blanchett Cannes 2018 2

Giải FFCC cho nữ diễn viên chính xuất sắc nhất là một trong các giải của FFCC dành cho nữ diễn viên đóng vai chính trong một phim, được bầu chọn là xuất sắc nhất. Giải này được lập từ năm 1996.

## Các người đoạt giải

### Thập niên 1990
| Năm  | Diễn viên         | Phim                | Vai diễn                 |
| ---- | ----------------- | ------------------- | ------------------------ |
| 1996 | Frances McDormand | Fargo               | Marge Olmstead-Gunderson |
| 1997 | Helen Hunt        | As Good as It Gets  | Carol Connelly           |
| 1998 | Gwyneth Paltrow   | Shakespeare in Love | Viola de Lesseps         |
| 1998 | Gwyneth Paltrow   | Sliding Doors       | Helen Quilley            |
| 1999 | Hilary Swank      | Boys Don't Cry      | Brandon Teena            |

### Thập niên 2000
| Năm  | Diễn viên         | Phim                | Vai diễn           |
| ---- | ----------------- | ------------------- | ------------------ |
| 2000 | Ellen Burstyn     | Requiem for a Dream | Sara Goldfarb      |
| 2001 | Sissy Spacek      | In the Bedroom      | Ruth Fowler        |
| 2002 | Julianne Moore    | Far from Heaven     | Cathy Whitaker     |
| 2003 | Naomi Watts       | 21 Grams            | Cristina Peck      |
| 2004 | Hilary Swank      | Million Dollar Baby | Maggie Fitzgerald  |
| 2005 | Reese Witherspoon | Walk the Line       | June Carter Cash   |
| 2006 | Helen Mirren      | The Queen           | Queen Elizabeth II |
| 2007 | Ellen Page        | Juno                | Juno MacGuff       |
| 2008 | Melissa Leo       | Frozen River        | Ray Eddy           |

Bản mẫu:FFCC Awards Chron